# میتیکا پریکوپ
میتیکا پریکوپ (انگلیسی: Mitică Pricop؛ زادهٔ ۲۵ اکتبر ۱۹۷۷) قایقران کانو اهل رومانی بود.